# Ханджич, Харис
Ха́рис Ха́нджич (босн. Haris Handžić; род. 20 июня 1990, Сараево, Югославия) — боснийский футболист, нападающий клуба «Ритеряй». Выступал за сборную Боснии и Герцеговины.

## Клубная карьера
Воспитанник футбольного клуба «Сараево», в основном составе которого дебютировал в 2006 году в возрасте 16 лет. В 2008 году был признан лучшим молодым футболистом Боснии (в категории до 19 лет).
В начале 2009 года перешёл в польский «Лех» из Познани за сумму 170.000 евро. В составе «Леха» Ханджич сыграл лишь 4 матча — дебютировал за клуб 30 апреля 2009 года в полуфинальном матче Кубка Польши против варшавской «Полонии». 25 июля 2009 года стал обладателем Суперкубка Польши, приняв участие в игре против краковской «Вислы», в которой «Лех» победил по пенальти. Позднее он принял участие в матче Лиги Европы против «Фредрикстада», а 2 августа 2009 года вышел на замену на 87-й минуте матча с «Пяст Гливице» — это был его единственный матч чемпионата Польши. За молодёжный состав познанского клуба Ханджич отыграл 15 матчей и забил 3 гола.
В начале 2010 года «Лех» отдал футболиста в аренду в его прежний клуб «Сараево», в конце сезона Ханджич подписал с «Сараево» постоянный контракт. Позднее он выступал за боснийские команды «Вележ» (Мостар) и «Рудар» (Приедор).
Сезон 2013/14 Ханджич начал в клубе «Вадуц», выступающем во втором дивизионе Швейцарии. В 14-ти матчах он не забил ни одного гола и зимой вернулся на родину.
Вторую половину сезона 2013/14 игрок провёл в команде «Борац» (Баня-Лука). В 10 матчах чемпионата Боснии он забил 8 голов, в том числе отметился хет-триком в ворота своего бывшего клуба «Рудар Приедор» и сделал «покер» в игре с «Леотаром».
В июле 2014 года подписал трехлетний контракт с футбольном клубом «Уфа». В июле 2016 года по обоюдному согласию сторон клуб расторг с ним контракт.

## Международная карьера
Харис Ханджич играл за юношеские и молодёжные сборные команды Боснии разных возрастов, в том числе сборные до 19 и до 21 года.
В 2007 году его вызвали в экспериментальный состав первой сборной Боснии и 15 декабря 2007 года он дебютировал в национальной команде, отыграв последние 12 минут в матче с Польшей (0:1). Также он принял участие в матче против Азербайджана в 2008 году.

## Достижения
«Сараево»
- Чемпион Боснии: 2006/07, 2018/19, 2019/20
- Вице-чемпион Боснии: 2010/11
- Обладатель Кубок Боснии: 2018/19

«Лех»
- Обладатель Кубка Польши: 2008/09
- Обладатель Суперкубка Польши: 2009

«Зриньски»
- Чемпион Боснии: 2017/18